# Братья Джонас
«Братья Джонас» (англ. Jonas L.A.; ранее JONAS) — сериал, вышедший 2 мая 2009 года. С 15 февраля по 3 октября 2010 года снимался второй сезон. Впервые сериал был показан на Disney Channel. В России премьера состоялась 11 августа в 18:00. 8 ноября 2010 года, канал Дисней объявил, что Jonas L.A. был отменен, и снят с эфира.
Камбэк братьев Джонас, под названием "Рождественский фильм братьев Джонас",   запланирован на конец 2025 года , на Disney +.  

## Сюжет

### 1-й сезон
В первом сезоне мы знакомимся с тремя братьями, Джо, Ником и Кевином.

Хоть они и рок-звёзды, но они стараются жить как обычные подростки. С ними в школу ходит их подруга детства Стелла. Она знакомит парней со своей подругой Мейси. Мейси бешеная фанатка Джонас и поэтому когда они рядом, она ведёт себя слегка ненормально или даже может случайно врезать одному из них.
Хоть братья дружат со Стеллой с детства, но порой у них бывают разногласия… То забудут про её день рождения, то ещё что-нибудь. Джо с детства влюблён в Стеллу, а Стелла – в Джо, но из-за опасений испортить дружеские отношения они не решеются заводить романтические отношения. В конце они всё-таки решаются встречаться, но братья уезжают в тур, оставляя своих подруг дома в Нью Джерси…

### 2-й сезон
После столь долгих «мучений»: школа, фанатки, туры, ссоры… Братья решили отдохнуть! Тем более лето! Что? Сидеть дома? Конечно нет! Братья Джонас решили полететь в Лос-Анджелес! Как только они приземлись, повстречали нового очень надоедливого друга и он посоветовал им устроить супервечеринку! Стелла и Мейси прилетают в Лос-Анджелес к братьям Джонас, и как только Джо увидел Стеллу после долгой разлуки из-за тура – с новой силой влюбился в подругу детства, но как только что-то начинает у них налаживаться, Джо начинает много времени проводить с Ванессой Пейдж, звездой фильма «Эйприл навеки», и Стелла расстраивается, но потом все-таки прощает Джо. Неожиданно Джо предлагают сняться во второй части фильма «Эйприл навеки» в роли возлюбленного персонажа, которого играет Ванесса, что очень огорчает Стеллу. Она спешит в аэропорт, улететь прочь из этого города, но Джо догоняет её и признаётся в том, что любит её с самого детства, в результате чего Стелла решает остаться. Джо и Стелла наконец воссоединяются как пара.

А скоро закончатся каникулы, и Джонас, а также Стелла и Мэйси поедут домой к новым заботам!

## Главные герои
- Кевин Джонас, 19 лет — старший брат, веселый и абсолютно несерьёзный, по-детски наивен. Его легко обрадовать, напугать или внушить что-то. Имеет шикарную коллекцию гитар, так как это основной инструмент, на котором он играет в группе. Испытывает маниакальное пристрастие к сладостям которые делает Ник.
- Джо Джонас, 18 лет — средний брат, красавчик, иногда зацикливается на этом, в особенности – на причёске, имеет награду «Красавчик года». Главный вокалист группы. С детства влюблен в подругу детства Стеллу Мелоун.
- Ник Джонас, 17 лет — младший брат, спокоен, умён, серьезен. Единственный из братьев умеет готовить, и неплохо, даже выигрывал кулинарные конкурсы. Пишет все песни для группы, а во время исполнения в основном играет на ударных. Влюблен в Мэйси Миссу во втором сезоне.
- Стелла Мелоун, 17 лет. Лучшая подруга братьев с раннего детства. Стилист группы, подбирающий им все наряды и создающий все образы, к которым относится очень трепетно, так как костюмы для братьев шьёт самостоятельно. Дружит с Мэйси. Очень любит общаться с помощью СМС-ок, с детского сада влюблена в Джо.
- Мэйси Мисса, 17 лет. Лучшая подруга Стеллы. Президент школьного фан-клуба Джонас. Непревзойдённая спортсменка, преуспевающая во всех видах спорта. Поначалу просто падала в обморок в присутствии братьев Джонас, но позже привыкла и даже подружилась с ними. Во втором сезоне встречается с Ником.

## Список серий

### Сезон 1: 2009—2010
- Название сезона — JONAS.
- Сезон состоит из 21 эпизода.
- Кевин Джонас, Джо Джонас, Ник Джонас и Челси Стауб появляются во всех эпизодах.
- Джон Дьюси отсутствует 2 эпизода.
- Николь Андерсон отсутствует 4 эпизода.

| № в сериале # | № в сезоне # | Название                                                                              | Режиссёр      | Сценарист                          | Зрители (миллионы)          | Оригинальная дата выхода в эфир | Произв. код |
| --- | ------------ | ------------------------------------------------------------------------------------- | ------------- | ---------------------------------- | --------------------------- | ------------------------------- | ----------- |
| 1 | 1            | «Неправильная песня» «Wrong Song»                                                     | Джерри Левин  | Иван Менхель                       | 2 мая 2009 Disney Channel   | 105                             | 4.0         |
| Кевин и Джо пытаются убедить Ника, что он слишком быстро влюбился в Пенни, но он не слушает братьев. Парню становится очень больно, когда Пенни поет песню, написанную Ником специально для неё, и посвящает её своему парню Джимми. Тем временем Стелла создает новую линию одежды "Стеллкро" и тестирует её на Мэйси. Приглашенные звезды: Бриджит Мендлер в роли Пенни Песня, исполненная Джонасами: "Give Love a Try" ("Дай Любви Шанс")                                                                            |              |                                                                                       |               |                                    |                             |                                 |             |
| 2 | 2            | «Семейное видео» «Groovy Movies»                                                      | Пол Хоен      | Иван Менхель                       | 9 мая 2009 Disney Channel   | 102                             | 2.2         |
| Братья случайно портят семейное видео и решают снять новое. Парни снимают его и дарят маме на день рождения. Приглашенные звезды: Ребекка Крескофф в роли Сэнди (мамы Джонасов) и Фрэнки Джонас в роли Фрэнки. Отсутствует: Николь Андерсон в роли Мэйси Мисы. |              |                                                                                       |               |                                    |                             |                                 |             |
| 3 | 3            | «Разносчица пиццы (США), Кусочек жизни (Англия)» «Pizza Girl (US) Slice of Life (UK)» | Пол Хоен      | Хэзер МакГиллроу и Линда Мэсиоус   | 16 мая 2009 Disney Channel  | 108                             | 3.3         |
| Парням нравится разносчица пиццы, Мария, и они нарушают кодекс Джонасов, начав конкурировать за внимание девушки. Приглашенные звезды: Ребекка Крескофф в роли Сэнди, Фрэнки Джонас в роли Фрэнки и Шеана Мэри Джанкан в роли Марии Песня, исполненная Джонасами: "Pizza Girl" ("Разносчица пиццы") Примечание: Кевин представляет Марию из "Звуков музыки". В Великобритании этот эпизод был назван "Кусочек жизни".                                                                                                   |              |                                                                                       |               |                                    |                             |                                 |             |
| 4 | 4            | «Нормальная семья» «Keeping It Real»                                                  | Лев Л. Спиро  | Майкл Кертис и Роджер С.Н. Шульман | 17 мая 2009 Disney Channel  | 103                             | 3.4         |
| Братья пытаются доказать своей маме, что они по-прежнему нормальная семья, но у них ничего не получается из-за бешеных фанаток. Приглашенные звезды: Ребекка Крескофф в роли Сэнди, Фрэнки Джонас в роли Фрэнки и Кара Стриблинг в роли маленькой девочки. Песня, исполненная Джонасами: "Keep It Real" |              |                                                                                       |               |                                    |                             |                                 |             |
| 5 | 5            | «Лучший друг Джонасов» «'Band's Best Friend'»                                         | Линда Мендоза | Кевин Копелью и Хэлс Селферт       | 7 июня 2009 Disney Channel  | 109                             | 3.7         |
| Друг Джо Карл приезжает в гости к Джонасам и пытается использовать их популярность, чтобы поднять свой авторитет. Братьев это не устраивает, и они преподают ему урок. Тем временем, Стелла ссорится с Мэйси, так как Мэйси заняла у лучшей подруги деньги и купила чипсину, похожую на Джо, что Стелла сочла абсолютно неразумной тратой занятых у неё денег. Приглашенные звезды: Нейт Хартли в роли Карла Шустера и Джон Ллойд Тейлор в роли мистера Костелло. Песня, исполненная Джонасами: "We Got To Work It Out" |              |                                                                                       |               |                                    |                             |                                 |             |
| 6 | 6            | «Мечта» «Chasing the Dream»                                                           | Пол Хоен      | Кевин Копелью и Хэлс Селферт       | 14 июня 2009 Disney Channel | 104                             | 2.5         |
| Бэк-вокалистка Джонасов заболела, и Кевин разрешает Мэйси спеть вместо неё. Однако выясняется, что у девушки нет слуха и она абсолютно не умеет петь. Джонасы не знают, что делать, чтобы не обидеть Мэйси. Приглашенные звезды: Риф Хаттон в роли Малькольма Мекла. Песня, исполненная Джонасами: "Keep It Real" |              |                                                                                       |               |                                    |                             |                                 |             |
| 7 | 7            | «Жертва моды» «Fashion Victim»                                                        | Лев Л. Спиро  | Майкл Кертис и Роджер С.Н. Шульман | 21 июня 2009 Disney Channel | 101                             | 3.0         |
| Джо ревнует Стеллу к Ван Дайку и портит ей свидание. Желая отомстить, Стелла подбирает ему нелепую одежду для встречи с королевой Англии. Приглашенные звезды: Чак Хиттинджер в роли Ван Дайка Тоша и Милисент Мартин в роли Её Величества. Песня, исполненная Джонасами: "Tell Me Why" |              |                                                                                       |               |                                    |                             |                                 |             |

### Второй сезон (L.A.)
| № серии | Описание серии | Премьера         |
| ------- | --- | ---------------- |
| 1       | Братья Jonas переезжают в Лос-Анджелес, где у них появляется новый сосед-рэпер DZ. И поэтому они устраивают вечеринку в своем доме. Тем временем Стелла и Мэйси переезжают в Лос-Анджелес. Они думают, что Джо хочет продолжить романтические отношения со Стеллой. Но она видит, как он обнимает актрису Ванессу Пэйдж… (Песня: Jonas L.A.) | 20 июня 2010     |
| 2       | Джо готовится к прослушиванию вместе с Ванессой, но когда он приходит туда, то видит кучу актеров. Стелла и Кевин помогают ему на прослушивании. Тем временем, Ник учится кататься на серфинге… (Песня: Fall) | 27 июня 2010     |
| 3       | У Стеллы появляется новый друг — Бен, который становится её парнем. Джо очень ревнует Стеллу к Бену. А между тем война между Кевином и Ником в разгаре… (Песня: Make It Right) | 2 июля 2010      |
| 4       | Джо опаздывает на съемочную площадку, что очень раздражает Мону. Тетя Стеллу занимается новым хобби — массаж… (Песня: Invisible) | 11 июля 2010     |
| 5       | Джо спрашивает Стеллу, нравится ли ему Ванесса, но Стелла не хочет это обсуждать. Кевин становится официальным помощником Моны в режиссёрском деле… (Песня: Hey You) | 25 июля 2010     |
| 6       | Биг Роб оставляет свою племянницу Кьяру на несколько дней вместе с Ником, то она узнает что тот встречается с Мэйси втайне от всех. Для того, чтобы Кьяра никому не раскрыла свой секрет, Ник записывает вместе с ней песню. Между тем, Джо случайно бьёт Кевина по лицу… (Песня: Your Biggest Fan, Keep It Real и Set This Party Off)       | 1 августа 2010   |
| 7       | Ванесса устраивает двойное свидание со Стеллой и Беном и её и Джо, и заказывает суши-мастера для обеда. Потом Ванесса и Бен узнают, что Стелла и Джо снова вместе. А между тем Кевин, Ник и Мэйси идут играть в гольф… (Песня: Chillin' In The Summertime)                                                                                   | 8 августа 2010   |
| 8       | Мона устраивает Стеллу работать гримером на съемочную площадку. Это очень раздражает Ванессу. Между тем у Ника и Мэйси юбилей — они уже месяц вместе. И поэтому Ник лепит ей кружку из глины… (Песня: Things Will Never Be The Same) | 15 августа 2010  |
| 9       | Братья JONAS хотят снять новый клип. И Кевин хочет его снимать сам. Но отец братьев пригласил крутого режиссёра, который очень бесит Кевина… (Песня: Drive) | 22 августа 2010  |
| 10      | Джо и других друзей приглашают на радио, чтобы обсудить новый клип и личную жизнь трех братьев. Тем временем Кевин идет на тренировку, а Ника замечает музыкальный продюсер… (Песня: Critical) | 29 августа 2010  |
| 11      | Джо и Стелла не разговаривают друг с другом, а Ник и Мэйси пытаются заставить их говорить. Тем временем у Кевина проблемы по конкуренции с их шоу… (Песня: Chillin' In The Summertime) | 12 сентября 2010 |
| 12      | Кевин, Джо и Ник идут на радио, чтобы объяснить фанатам, что он не разваливаются. В интервью они узнают, что у каждого есть их собственный проект… (Песня: Summer Rain) | 26 сентября 2010 |
| 13      | Финальный эпизод: Братья Джонас хотят устроить концерт, чтобы показать что их группа не разваливается. Тем временем Джо едет в Новую Зеландию, чтобы закончить съемки фильма. Стелла не хочет его терять. Тем временем группа почти расспалась… (Песня: Feelin Alive, Critical и Jonas L.A.)                                                 | 3 октября 2010   |

## Роли исполняют
- Кевин Джонас в роли себя.
- Джо Джонас в роли себя.
- Ник Джонас в роли себя.
- Фрэнки Джонас в роли себя.
- Челси Стауб — Стэлла Мелоун.
- Николь Андерсон — Мэйси Мисса.
- Ребекка Крескофф — Сэнди Джонас.
- Джон Дуси — Том Джонас